# Juraj Baraković
Juraj Baraković (Plemići, Rtina kraj Zadra, 1548. – Rim, 1. kolovoza 1628.) bio je hrvatski renesansni pjesnik iz Zadra.

## Životopis
Barakovićev život oskudno je istražen. Većinu je podataka o sebi iznio sam autor u svojim djelima, a poslije su ih nadopunili njegovi biografi s nekoliko oskudnih podataka. Prema autobiografskim podacima pjesnik je rođen 1548. godine u okolici grada Zadra, u selu Plemići, Rtina, na posjedu svojih roditelja. Iako često spominje svoje plemićko podrijetlo, kritičari njegova života i rada sumnjaju u istinitost tih tvrdnji zbog tendencije naših renesansnih pisaca da traže korijene svojih početaka u dalekoj prošlosti, čak i u antici.
Elementarnu i humanističku školu završio je u Zadru, a visoke škole u Italiji. Baraković se školovao za svećenika, dobro je poznavao klasične pisce i talijansku renesansnu književnost, kao i hrvatske renesansne književnike.
U arhivima se prvi put spominje kao klerik 1564. godine, a zatim kao svećenik 1586. godine. Desetak je godina službovao kao župnik u Novigradu, a kao kanonik je 1602. godine, iz dosad neutvrđenih razloga, protjeran u Šibenik i lišen crkvenih činova. Podaci koji su nam poznati prije njegova izgona u Šibenik govore nam kako je pjesnik 1582. godine tiskao svoju prvu pjesmu uz Budinićeve prijevode psalama, da je 1606. nakanio tiskati Jarulu, a 1613. je An'jelu Justinijanoviću povjerio Vilu Slovinku za tiskanje.
Prvi put se u arhivima spominje kao klerik 1564., a zatim, mnogo kasnije, kao svećenik 1586. Desetak je godina službovao kao župnik u Novigradu, da kao kanonik, negdje na prijelomu stoljeća, iz dosad neutvrđenih razloga, bude protjeran u Šibenik i lišen crkvenih činova. Tu je ostao do 1613, a možda i duže. Životni put završio je u Rimu gdje mu je šibenski prijatelj I. T. Mrnavić podigao ploču u crkvi Sv. Jeronima s nekoliko podataka o životu. Prema njima, pjesnikov daleki predak Bartul istaknuo se na dvoru kralja Bele, sâm Juraj je u ratu protiv Turaka bio ranjen u prsa, njegovao je „ilirske muze” do 80. godine života, a umro je za trećeg hodočašća u Rimu.
Vila Slovinka, dovršena u Šibeniku najkasnije 1613., ostvaruje se na dvije razine, a na objema je u središtu pažnje grad Zadar. Na prvoj (I. – VII.), u susretu pjesnika s Vilom Slovinkom, riječ je o zadarskoj prošlosti, o postanku slovinskog naroda i jezika. Na drugoj razini, u susretu s poklisarom livanjskog bega, govori se o tadašnjem Zadru i posljedicama dugotrajne tuđinske vladavine zbog koje Zadrani „vas nauk od skule” promijeniše u „rimski”. U spjevu se naziru i pjesnikove nesuglasice s određenim porodicama u Zadru, možda s onima koje su imale kakve veze s njegovim izgonom iz grada. U svoje djelo unio je B. i neke metričke i strofičke novine: „zučnopojke” (osmerački soneti u funkciji strofe), „osmoretke” (dvanaesteračke oktave), „poluretke” (osmerački katreni) „i pisni skupne” (niz dvanaesteračkih distiha). U posljednjem djelu, u Dragi, rapskoj pastirici, prikazuju se znamenitosti i ljepote otoka i grada Raba s umetnutom pripoviješću o Kalifrontovoj silnoj ljubavi prema pastirici Dragi, koja završava „prijetvorom” ovidijevskog tipa. Vilu Slovinku stariji su istraživači držali nejedinstvenim djelom. Novija proučavanja pokazuju da je riječ o novom načinu komponiranja (F. Švelec). Po kompoziciji (spajanje fantazijskog s realnim) i stilu (bujna metaforika) djelo pokazuje crte manirizma (N. Kulumbić).
Umro je u Rimu 1628. godine, za vrijeme svog trećeg hodočašća. Pokopan je u crkvi sv. Jeronima, gdje mu je prijatelj Ivan Tomko Mrnavić postavio nadgrobnu ploču s epitafom iz kojeg saznajemo o starini Barakovićeva podrijetla i o njegovu sudjelovanju u borbi protiv Turaka.

## Djela
Poznata su mu djela Vila Slovinka, Jarula i Draga, rapska pastirica, a pripisuju mu se još neka djela. U zadarskom kalendaru Il Rammentatore dalmatino (za 1868.) navodi se da je Baraković pisao životopis Cicerona na talijanskom i životopis sv. Jeronima na hrvatskom jeziku, gramatiku „ilirskog” jezika, navodno tiskanu 1614. godine, i povijest „naroda dalmatinskog i hrvatskog” koju je tiskao pjesnikov nećak Marko Baraković. Pridaje mu se i pohvalnica Čestitom Zadru gradu (uz Budinićev prijevod Psalama Davidovih, Rim 1582.). Odnedavna mu se pripisuje i dio rukopisne zbirke propovijedi na hrvatskom (kupljene 1966. u Londonu i pohranjene u Nacionalnoj i sveučilišnoj knjižnici u Zagrebu). Barakovićevim se smatra dio rukopisa na kraju: himna Zadru, koja se u osnovi podudara s himnom Zadru u V. „petju” Vile Slovinke.
Napisao je više djela (Jarula, Mleci 1618. – prepričano Sveto pismo Starog i Novog zavjeta; Draga, rapska pastirica), ali ostao je u književnosti zapamćen po jednom djelu: kao pjesnik velikog spjeva u 13 pjevanja Vila Slovinka (1613.).